# Strzelcy Siczowi

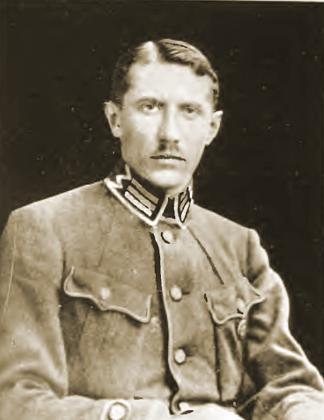
Płk Jewhen Konowalec jako dowódca korpusu Strzelców Siczowych 1918

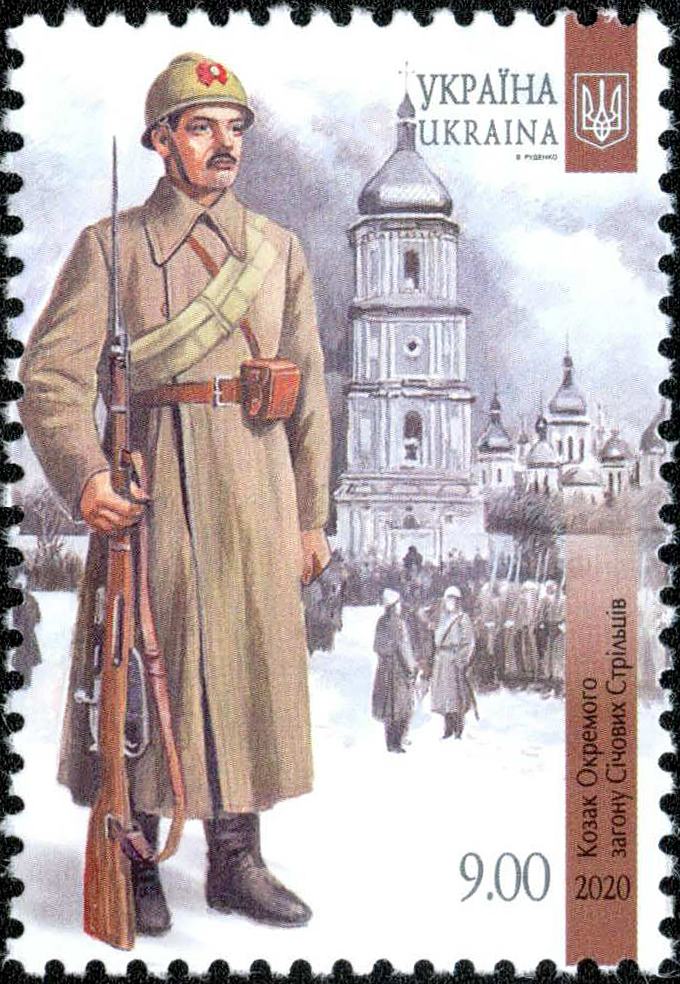
Strzelec Siczowy na znaczku

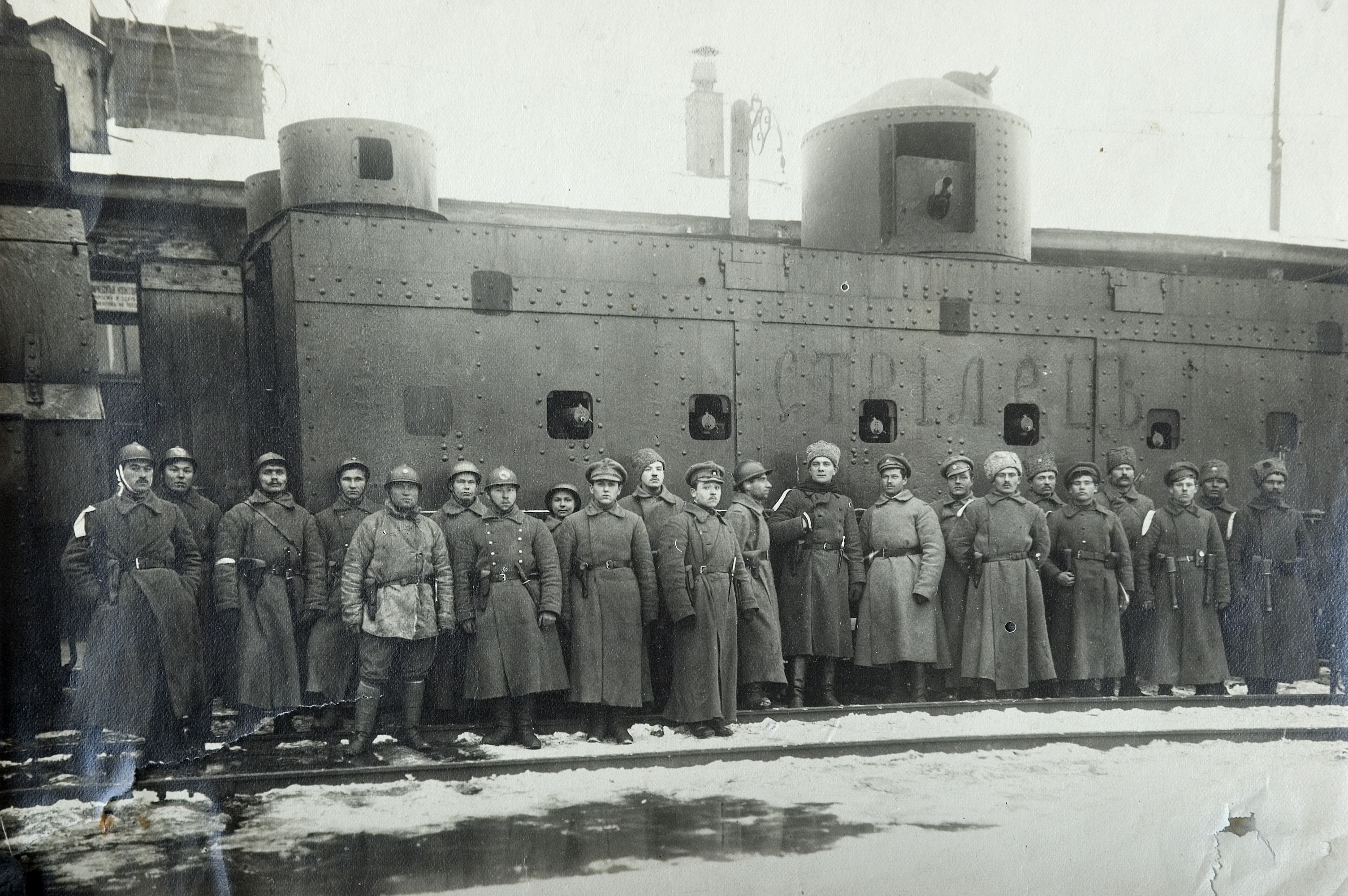
Załoga ukraińskiego pociągu pancernego

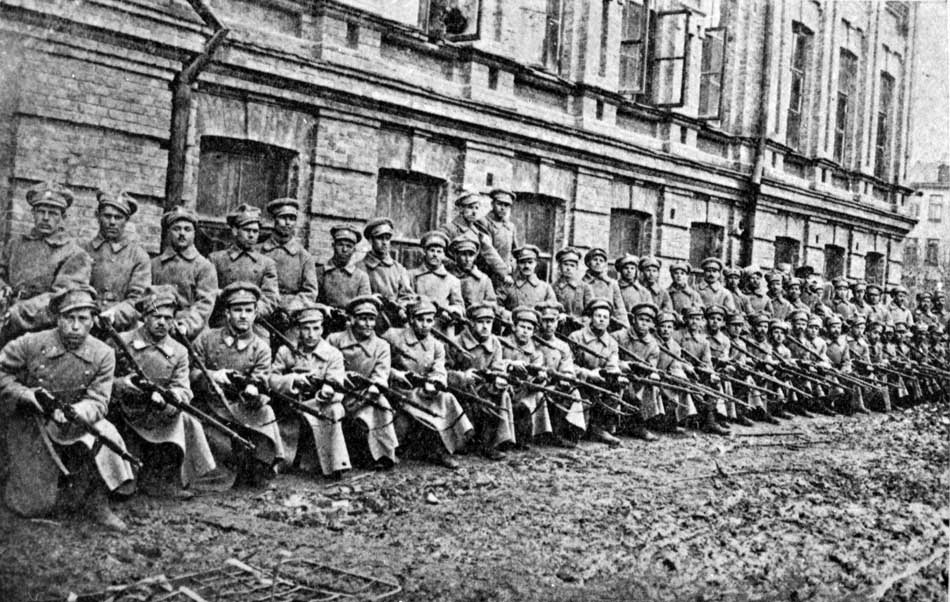
Oddział Strzelców Siczowych, 1918

Strzelcy Siczowi (ukr. Січові стрільці) – jedna z regularnych formacji armii Ukraińskiej Republiki Ludowej w latach 1917–1919, tworzone na Ukrainie od 1917 z Ukraińców galicyjskich, później także z Ukraińców naddnieprzańskich.
Galicyjsko-bukowiński kureń Strzelców Siczowych był organizowany w Kijowie w listopadzie 1917 z jeńców ukraińskich pochodzących z armii austro-węgierskiej, którzy chcieli bronić Ukraińskiej Centralnej Rady przed atakiem bolszewików. Dowódcą był sotnik Ołeksandr Łysenko. Strzelcy Siczowi brali udział w styczniu 1918 w bitwie pod Bachmaczem, na przełomie stycznia i lutego stłumili bolszewickie powstanie robotnicze w Kijowie. Następnie osłaniali rząd URL podczas wycofywania do Żytomierza przed przeważającymi siłami czerwonych skierowanymi dla obalenia Centralnej Rady przez Radę Komisarzy Ludowych.
Od tego czasu Strzelcami do końca istnienia dowodził płk Jewhen Konowalec. Po zdobyciu Kijowa 1 marca 1918 1 Kureń Strzelców Siczowych zatrzymał się w Kijowie w celu ochrony porządku i rozrósł się w pułk w składzie 2 pieszych kureni i jednego zapasowego, zwiadu konnego i baterii armat. Liczył 3000 podoficerów i żołnierzy (w tym 1/3 Naddnieprzańców).
Stopniowo ich jednostki wzrastały od batalionu do korpusu. Korpus Strzelców Siczowych był podstawą powstania przeciw hetmanowi Pawłowi Skoropadskiemu w grudniu 1918.
Po odmowie Pułku przedłużenia służby po przewrocie hetmańskim, Niemcy go rozbroili, a żołnierzy rozpuścili do domów. Większość tych żołnierzy przeszła na służbę do dywizji zaporoskiej, w której w 2 pułku piechoty (dowódca – płk Petro Bołboczan) utworzyli 3 kureń. Pod koniec sierpnia 1918 hetman Pawło Skoropadski wyraził zgodę na formowanie Zagonu Strzelców Siczowych, a na miejsce formowania wyznaczył Białą Cerkiew. W skład Zagonu wchodziły: 1 kureń piechoty (złożony z 4 sotni), sotnia karabinów maszynowych, zwiad konny, bateria armat, oddział techniczny. Stan oddziału wynosił 59 podoficerów i 1187 żołnierzy (bojowy – 46 podoficerów i 816 żołnierzy).
Strzelcy Siczowi walczyli następnie przeciw bolszewikom i siłom Armii Ochotniczej Białych Rosjan dowodzonym przez gen. Antona Denikina.
4 grudnia 1919 w Nowej Czantorii koło Lubara odbyła się odprawa, której przewodniczył Symon Petlura. Postanowiono na niej, że ataman Petlura wraz z rządem URL przejdzie na stronę polską. Część wojska pod dowództwem gen. Mychajła Omelianowycza-Pawłenki miała stworzyć samodzielną grupę, przeznaczoną do działań partyzanckich na tyłach armii Denikina i Armii Czerwonej. Pozostała część wojska, w tym 6-tysięczna grupa Strzelców Siczowych, miała przeprowadzić samodemobilizację. 5 grudnia rząd z atamanem wyjechał do Warszawy, i zaraz po wyjeździe, w nocy z 5/6 grudnia, wojska polskie łamiąc rozejm wkroczyły do Lubara i Nowej Czantorii, rozbroiły i aresztowały Strzelców Siczowych, internując ich w obozach w Łucku i Równem na Wołyniu. Wiosną 1920 roku zezwolono na opuszczenie obozu tym żołnierzom, którzy zrezygnowali ze służby wojskowej lub zadeklarowali wstąpienie do sprzymierzonej z Polską Armii URL.
Oficerami Strzelców Siczowych byli między innymi: płk Andrij Melnyk, płk Marko Bezruczko, ppłk Jurko Otmarsztejn, płk Roman Daszkewycz, płk Roman Suszko, kpt. Wasyl Kuczabski, kpt. Iwan Andruch, kpt. Mychajło Matczak, kpt. Jarosław Czyż, kpt. Iwan Czornyj.